# Eumeces schneideri
El escinco naranja de Shneider (Eumeces schneideri) es una especie de escíncido que habita en el centro y oeste de Asia y en el norte de África. Su nombre es un reconocimiento al zoólogo alemán Johann Gottlob Schneider.